# Setmana de l'accés obert
La Setmana de l'accés obert és un esdeveniment anual de difusió del contingut acadèmic centrat en l'accés obert i temes relacionats. Es realitza a escala mundial durant la darrera setmana completa d'octubre en multitud d'ubicacions tant en línia com presencialment. Les activitats típiques inclouen conferències, seminaris, simposis o l'anunci d'alliberament de continguts o altres fites en accés obert. Per exemple, la Royal Society va triar Open Access Week 2011 per anunciar que alliberarien els fitxers d'arxius digitals dels seus arxius, que daten des de 1665 a 1941.

## Història
La Setmana d'accés obert té les seves arrels en el Dia Nacional d'Acció per a l'Accés Obert del 15 de febrer de 2007, organitzat als Estats Units pels Students for Free Culture y per la Alliance for Taxpayer Access. El 2008, es va designar el 14 d'octubre com a Open Access Day, i l'esdeveniment es va convertir en global. El 2009, l'esdeveniment es va ampliar a una setmana, del 19 al 23 d'octubre. El 2010, va tenir lloc del 18 al 24 d'octubre. A partir de 2011, es durà a terme l'última setmana completa d'octubre de cada any.

## Temes
Durant els primers anys, les organitzacions que celebren la Setmana d'Accés Obert configuraven els seus propis temes. Des de 2012, s'estableix un tema "oficial" que rep una atenció especial en els diversos esdeveniments que es duen a terme en els diversos llocs i institucions.
- El 2017, el tema és "Obert en ordre a..." ("Open In Order To...").[6]
- El 2016, el tema va ser "Obert en acció" ("Open in Action").[7]
- El 2015, el tema va ser "Obert per a la col·laboració" ("Open for Collaboration").[8]
- El 2014, el tema va ser "Generació Oberta" ("Generation Open").[9]
- El 2013, el tema va ser "redefinir l'impacte" ("redefining impact").[10]
- El 2012, el tema va ser "establir per defecte l'accés obert" ("set the default to open access").[11]